# Mohácsi-sziget
A Mohácsi-sziget (más néven Margitta-sziget) (horvátul: Vada) egy egykori Duna-sziget Magyarországon, Baranya- és Bács-Kiskun vármegyékben, egy kis, határon átnyúló déli része pedig vitatott hovatartozású Szerbia és Horvátország között. Nevét Mohács városáról kapta (Insulae Mohatsiensis). A Duna menti síkság részeként Magyarország egyik földrajzi kistája.

## Földrajzi helyzete
A szigetet korábban a Duna zárta közre: a Bátánál kettéágazó folyó jobb oldali ága a Nagy-Duna, bal oldali ága a már csak részben meglévő Baracskai-Duna volt. Az egykori sziget 25 km hosszan és 16 km szélességben terült el; mocsaras, holtágaktól szabdalt területén nem volt település. A terület ma is magán viseli a folyó felszínformáló tevékenységének nyomait; legutóbb 1956-ban tarolta le a jeges ár az egész hátságot.
A feldarabolt Baracskai-Duna egyes részei ma a Ferenc-tápcsatorna (Baja–Bezdán-csatorna) részét képezik.
A sziget legfontosabb közútja a Nagybaracska és a mohácsi kompátkelés között húzódó 5107-es út, Hercegszántóval pedig az 5151-es út köti össze az itteni településeket, településrészeket. E két utat leszámítva a Mohácsi-sziget területén csak öt számjegyű országos közutak és számozatlan alsóbbrendű utak húzódnak.

### Települések
- Alsókanda (Mohács része)
- Dunafalva
- Felsőkanda (Mohács része)
- Hóduna (Hercegszántó része)
- Homorúd
- Püspökpuszta (Dávod része)
- Sárhát (Mohács része)
- Szeremle
- Újmohács (Mohács része)

## Természetvédelem
A Duna-part és a sziget néhol elmocsarasodó, máshol kis vízfolyások által táplált morotvái (mintegy 1000 hektár) a Duna–Dráva Nemzeti Parkhoz tartoznak. Ezeken a területeken a gemenci erdőhöz hasonló ártéri társulások alakultak ki. A Mohácsi-sziget déli részén a Karapancsa egy erdős, mocsaras tájegység. A vitatott hovatartozású Kengyiába is átnyúlik, magyarországi része a Duna-Dráva Nemzeti Park Béda-Karapancsa tájegysége, szerbiai része pedig a szerb Felső-Dunamellék Természetvédelmi Rezervátum hatásköre alá esik.

## A sziget növényzete
A kistáj nagy része potenciális erdőterület. Nagyobb részét ma már művelik, a természeteshez közeli növényzet inkább csak a Duna mentén maradt meg, de ezt az intenzív erdő- és vadgazdálkodás befolyásolja jelentősen. A természetes erdőtársulások közül a legjelentősebbek a tölgy-kőris-szil ligeterdők, az alacsonyabb ártéri szinteket pedig fűz- és nyárligetek foglalják el. Ezek jó része helyére kultúrerdőket: feketediósokat, nemesnyárasokat, akácosokat, fehér fűz ültetvényeket, fehér nyár ültetvényeket, néhol kocsányos tölgy ültetvényeket telepítettek.
A fűzligetek jellemző növénye a nyári tőzike (Leucojum aestivum).
A tölgy-kőris-szil ligeterdőkben nő a ligeti csillagvirág (Scilla vindobonensis), a közönséges kígyónyelv (Ophioglossum vulgatum), a kotuliliom (Fritillaria meleagris). Jellegzetes liánjaik a délies jerikói lonc (Lonicera caprifolium), illetve ritkán a ligeti szőlő (Vitis sylvestris). Több orchideafaj is előfordul, legjellemzőbb a békakonty (Listera ovata), illetve gyakori a zöldes sarkvirág (Platanthera chlorantha). A nyíltabb részeken, erdőszéleken gyakori a fürtös gyűrűvirág (Carpesium abrotanoides).
Az egykori ligeterdők irtása mocsárréteket hozott létre, ezek feltűnő, védett növénye a réti iszalag (Clematis integrifolia). A holtágakban gazdag a hínárnövényzet, többé-kevésbé fejlett parti zonalitással. Néhol kisebb foltokban nő a vízi lófark (Hippuris vulgaris), egy helyen a békaliliom (Hottonia palustris).
A Duna medrében sajátos törpekákás növényzet alakult ki; ennek meghatározó fajai:
- barna palka (Cyperus fuscus),
- csomós palka (Cyperus glomeratus),
- iszappalka (Cyperus michelianus),
- iszapgyopár (Gnaphalium uliginosum),
- iszaprojt (Limosella aquatica),
- vándor veronika (Veronica peregrina).

Az ártérből kiemelkedő löszdombokon sztyeppnövényzet maradványait találjuk:
- pusztai csenkesz (Festuca rupicola),
- apró nőszirom (Iris pumila),
- ligeti zsálya (Salvia nemorosa),
- sarlós gamandor (Teucrium chamaedrys),
- ékes vasvirág (Xeranthemum annuum).

### Élőhelyek
Gyakori élőhelyek:
- keményfás ártéri erdők,
- fűz-nyár ártéri erdők,
- csatornák, szabályozott patakok, mesterséges tavak parti zónájában és közvetlen partközeli víztestében kialakult fragmentális mocsarak és kisebb hínarasok,
- puhafás pionír és jellegtelen erdők,
- üde cserjések.

Közepesen gyakori élőhelyek:
- nem tőzegképző nádasok, gyékényesek és tavikákások,
- állóvízi sulymos, békalencsés, rucaörömös, tócsagazos hínár,
- jellegtelen üde gyepek és magaskórósok,
- mocsárrétek,
- folyómenti bokorfüzesek,
- nem zsombékoló magassásrétek,
- homoki sztyepprétek,
- keményfás jellegtelen vagy telepített egyéb erdők,
- ártéri és mocsári magaskórósok.

Ritka élőhelyek:
- jellegtelen száraz- vagy félszáraz gyepek és magaskórósok,
- galagonyás-kökényes-borókás cserjések,
- harmatkásás, békabuzogányos mocsári-vízparti növényzet,
- jellegtelen száraz- vagy félszáraz gyepek és magaskórósok,
- vízparti virágkákás, csetkákás, vízi hídőrös, mételykórós mocsarak,
- áramló vízi (nagylevelű) békaszőlős, tündérfátylas hínár,
- gyertyános – kocsányos tölgyesek,
- tündérrózsás, vízitökös, rencés, kolokános (láptavi) hínár,
- békaliliomos és más lápi hínár,
- jellegtelen fátlan vizes élőhelyek,
- őshonos fajú, elszórva álló fák csoportja vagy egy egyed szélességű, erdővé még nem záródott fasorok,
- nádas úszólápok, lápos, tőzeges nádasok és télisásosok,
- üde természetes pionír növényzet,
- zsiókás és sziki kákás szikes mocsarak,
- ártéri és mocsári magaskórósok,
- kötött talajú sztyepprétek,
- ősi fajtájú, gyepes és/vagy erdősödő, extenzíven művelt gyümölcsösök

### Jellemző fajok
A szigeten mintegy 500–600 növényfaj él; közülük 30–40 védett.
Fontosabb özönnövények:
- zöld juhar (Acer negundo),
- bálványfa (Ailanthus altissima)
- gyalogakác (Amorpha fruticosa),
- selyemkóró (Asclepias syriaca),
- tájidegen őszirózsa fajok (Aster spp.),
- amerikai kőris (Fraxinus pennsylvanica),
- kisvirágú nebáncsvirág (Impatiens parviflora),
- amerikai alkörmös (Phytolacca americana),
- fehér akác (Robinia pseudoacacia),
- aranyvessző (Solidago spp.).

## Történelem
A szigeten a rómaiak erődöt építettek. A török kiűzése után lakatlan maradt, erdők és mocsarak borították.